# G.I.T.: Get It Together
G.I.T.: Get It Together – siódmy album The Jackson 5 wydany w wytwórni Motown. Sprzedał się w nakładzie około 2 milionów egzemplarzy na całym świecie.

## Lista utworów
1. "Get It Together" (Davis/Fletcher/Gordy/Larson/Marcellino) – 2:48
2. "Don't Say Goodbye Again" (Sawyer/Ware) – 3:24
3. "Reflections" (w oryginale wykonywane przez Diana Ross & the Supremes) (Dozier/Holland/Holland) – 2:58
4. "Hum Along and Dance" (w oryginale wykonywane przez The Temptations i Rare Earth) (Strong/Whitfield) – 8:37
5. "Mama I Gotta Brand New Thing (Don't Say No)" (Whitfield) – 7:11
6. "It's Too Late to Change the Time" (Sawyer/Ware) – 3:57
7. "You Need Love Like I Do (Don't You)" (w oryginale wykonywane przez Gladys Knight & the Pips i The Temptations) (Strong/Whitfield) – 3:45
8. "Dancing Machine" (Davis/Fletcher/Parks)– 3:27